# Cocosøerne
 Der er for få eller ingen kildehenvisninger i denne artikel, hvilket er et problem. Du kan hjælpe ved at angive troværdige kilder til de påstande, som fremføres i artiklen.

Cocosøerne (Keelingøerne) er australsk territorium. Der er to atoller med 27 koraløer i øgruppen. Øerne befinder sig i det Indiske Ocean, omtrent halvvejs mellem Australien og Sri Lanka. Nærmeste landområde er dog Indonesien. I 2021 havde Cocosøerne 593 indbyggere.
West Island er øernes hovedstad og har en befolkning på omkring 200 mennesker. Foruden de offentlige bygninger er der en butik, en flyveplads og indkvartering for turister her.
Home Island 9 km nordøst for West Island har et areal på 95 kvadratkilometer og cirka 400 indbyggere, er den ene af de to beboede øer. Øens hovedby er Bantam Village.
Horsburgh Island nord for West Island er ubeboet oghar et areal på 1,04 kvadratkilometer (0,40 kvadrat miles). Der er en lille lagune i det indre af øen mod nordøst.
Øerne blev opdaget i 1609 og kom under britisk herredømme i 1857. De blev placeret under guvernøren af Ceylon i 1886 og kom under Straits Settlements i 1886 og blev underlagt Singapore i 1903. Øgruppen kom under australsk kontrol i 1955 og stemte for at blive en del af Australien i 1984.

## Historie
Den første beskrivelse af øerne findes i 1753 i bogen "Zeefakkel" af hollænderen Gerard Hulst van Keulen. Den britiske hydrograf James Horsburgh lavede detaljerede søkort over øerne i 1805 og omtalte øerne som "Cocos-Keeling-øerne". I årene efter strandede flere skibe ud for øerne (Mauritius fra Frankrig i 1825 og Sir Francis Nicholas Burton fra Storbritannien i 1826 og jarlen af Liverpool fra Storbritannien i 1834).
I 1826 bosatte sig den tidligere britiske kommissær på Borneo, Alexander Hare, med hans følge og malaysiske
livegne på øerne. Han opdyrkede West Island, Horsburgh Island og Direction Island, hvor han producerede kokosolie.
I 1831, efter konflikter med sin skotske steward John Clunies-Ross, forlod Hare øerne og døde på vej til Storbritannien. Clunies-Ross tilegnede sig derefter øerne. Han producerede også kokosolie. Øerne tjente også som mellemlanding for hvalfangstskibe på vej til Antarktis. Clunies-Ross etablerede et autoritært styre på øerne med sine egne love. Familien insisterede på at navngive alle de nyfødte. Enhver, der forlod øen, blev forvist for altid. Dens egen "valuta", Cocos Island Rupee, blev først afskaffet i 1978.
En britisk kommission undersøgte forholdene på øen. Briterne fandt dog ingen grund til at gribe ind. Briterne afviste dog Clunies-Ross' ønske om britisk herredømme over øen. I 1841 hejste han det hollandske flag på grund af sine gode handelsforbindelser med Java, men dette blev forbudt af den hollandske regering.
Efter John Clunies-Ross død i 1854 overtog hans søn John George øerne. I 1857 tog Storbritannien officiel besiddelse af Cocosøerne. John George Clunies-Ross bragte flere arbejdere, for det meste fanger fra Java, til øerne. Der var talrige optøjer og plyndringer.
Efter sin fars død afskaffede den nye ejer George Clunies-Ross tvangsarbejde i 1871 og erstattede fanger med malaysiske arbejdere. I 1876 ødelagde en cyklon over halvdelen af kokosnøddeplantagerne. Clunies-Ross genopbyggede øernes infrastruktur. I 1901 byggede Eastern Extension Telegraphy Company en relæstation til sit undervandskabelnet på Direction Island. En anden cyklon ødelagde øerne fuldstændigt i 1909 og ødelagde 90% af palmetræerne og 95% af husene. Efter ødelæggelsen af sit livsværk døde George Clunies-Ross i 1910, og hans søn Sydney Clunies-Ross tog kontrol over øerne.
Under 1. verdenskrig var øernes kabel- og radiostation mål for et angreb fra et tysk landgangskompagni fra
krydseren Emden den 9. november 1914. Under angrebet blev Emden opdaget og angrebet af den australske krydser Sydney. Det lille tilbageværende tyske mandskab returnerede ild, og Sydney vendte endda væk, men vendte straks tilbage, da det stod klart, at Emden ikke fulgte efter og skød igen mod Emden. Skibet blev så hårdt beskadiget i denne kamp, at dets besætning måtte lægge det på revet og forlade det. Emden-landgangskorpset, som var blevet tilbage under slaget om krigsskibene, krydsede til Sumatra med skonnerten Ayesha og nåede senere med ekstraordinære vanskeligheder den arabiske kyst med det tyske dampskib Choising og derfra hjem via Konstantinopel (Istanbul) .

## Geografi
Øerne består af to flade, lavtliggende koralatol ler som dækker et område på totalt 14,2 km², med 2,6 km kystlinje. Øerne er dækket af kraftig vegetation, som i hovedsagen består af kokospalmer og anden vegetation. Højeste punkt på øerne er 5 meter over havniveau. Klimaet på øerne er behagelig, reguleret af en sydøstgående passatvind omtrent ni måneder af året, med moderate nedbørsmængder. Cykloner kan forekomme tidlig på året. Folketallet er anslået til 596.
Cocosøerne i nord er en atol som består af kun én c-formet ø, med en lille åbning ind til lagunen, som er omtrent 50 meter bred, på østsiden af øen. Øen har kun et areal på 1,1 km². Lagunen er på omkring 0,5 km².
Cocosøerne i syd er en atol som består af 26 individuelle holme og øer, formet som en åben ring. Syd-cocosøerne har et samlet areal på 13,1 km². Af disse er Home Island og West Island de eneste som er beboet.